# Manciola guaporicola
Genre
Espèce
Synonymes
- Mabuya guaporicola Dunn, 1935

Manciola guaporicola, unique représentant du genre Manciola, est une espèce de sauriens de la famille des Scincidae.

## Répartition
Cette espèce se rencontre :
- au Brésil dans le Mato Grosso et dans le sud du Pará ;
- en Bolivie dans les départements de Santa Cruz et de Beni.

## Description
C'est un saurien vivipare.

## Publications originales
- Dunn, 1935 : Notes on American Mabuyas. Proceedings of the Academy of Natural Sciences of Philadelphia, vol. 87, p. 533-560.
- Hedges & Conn, 2012 : A new skink fauna from Caribbean islands (Squamata, Mabuyidae, Mabuyinae). Zootaxa, no 3288, p. 1–244 (texte intégral).